# Эрланд-Бранденбур, Ален
Ален Эрланд-Бранденбур (фр. Alain Erlande-Brandenburg; 2 августа 1937, Люксёй-ле-Бен, Верхняя Сона, Франция — 6 июня 2020, Париж, Франция) — французский искусствовед и музейный работник, директор Музея Средневековья (1991—1994) и Музея Возрождения (1999—2005), президент Французского общества археологии (1985—1994), автор ряда книг по истории искусства.

## Биография
Ален Эрланд-Бранденбур родился 2 августа 1937 года в Люксёй-ле-Бене (департамент Верхняя Сона), в семье Жильбера Эрланда-Бранденбура и Рене Пьерра. В 1964 году он окончил Национальную школу хартий по специальности архивиста-палеографа, в 1967 году — Школу Лувра, а в 1970 году — Практическую школу высших исследований. Тема дипломной работы 1964 года была связана с королевскими похоронами и захоронениями в период от конца VIII века до 1285 года. 
С 1965 года Эрланд-Бранденбур принимал участие в работе Commission du Vieux Paris — комиссии, занимающейся городским планированием и сохранением исторического наследия Парижа. С 1967 года он работал куратором в Музее Средневековья, расположенном в отеле Клюни в Париже. С 1975 года Эрланд-Бранденбур работал в Практической школе высших исследований, а с 1979 года был куратором Музея Средневековья и Музея Возрождения, находящегося в Экуанском замке. С 1981 года он работал в Школе Лувра, а в 1991—1997 годах — в Национальной школе хартий, где он преподавал историю Средних веков.
В 1991—1994 годах Эрланд-Бранденбур был директором Музея Средневековья, в 1994—1998 годах — руководителем Национального архива Франции, а в 1999—2005 годах — директором Музея Возрождения. В 1985—1994 годах он был президентом Французского общества археологии, а в 1999 году был избран президентом Общества антикваров Франции. В 1987—1992 годах он был заместителем руководителя Дирекции музеев Франции, а с 1988 года — главным инспектором музеев. 
Эрланд-Бранденбур является автором многих монографий, посвящённых искусству Средних веков. Среди наиболее известных — L'art gothique («Готическое искусство», 1983) и Le monde gothique. La conquête de l'Europe. 1260—1300 («Готический мир. Покорение Европы. 1260—1300», 1987). В 1969—1994 годах он был главным редактором журнала Bulletin monumental, издаваемого Французским обществом археологии.
Ален Эрланд-Бранденбур скончался 6 июня 2020 года в Париже.

## Награды, премии и почётные звания
- Премия Эркюля Катеначчи[фр.] Французской академии (1976)[2]
- Премия Эжена Каррьера[фр.] Французской академии (1990)[2]
- Офицер ордена Почётного легиона (Франция, 2002)[4]
- Командор ордена «За заслуги» (Франция, 1997)[5]
- Командор ордена Искусств и литературы (Франция, 1993)[2]
- Гранд-офицер Национального ордена Льва (Сенегал)
- Кавалер ордена Князя Бранимира (Хорватия, 2004)[6]

## Сочинения Алена Эрланд-Бранденбура
- L'art gothique. Paris, Citadelles & Mazenod, 1983, 628 p.
- Le monde gothique. La conquête de l'Europe, 1260—1300. Paris, Gallimard, 1987, 445 p.
- La cathédrale. Paris, Fayard, 1989, 418 p.
- Notre-Dame de Paris. Paris, Nathan-CNMHS, 1991, 256 p., ISBN 978-2092701843
- Quand les cathédrales étaient peintes. Paris, Gallimard, 1993, 176 p., ISBN 978-2-07-053234-6
- Histoire de l'architecture française. Tome I: Du Moyen Âge à la Renaissance. Paris, Mengés-CNMHS, 1995, 478 p., ISBN 978-2856203675
- De pierre, d'or et de feu. La création artistique au Moyen Âge, IVe – XIIIe siècle. Paris, Fayard, 1999, 350 p., ISBN 978-2213600918
- Le sacre de l'artiste. La création au Moyen Âge, XIVe – XVe siècle. Paris, Fayard, 2000, 242 p., ISBN 978-2213605630
- L'art roman. Un défi européen. Paris, Gallimard, 2005, ISBN 978-2070300686
- La cathédrale de Reims. Chef-d'œuvre du gothique. Arles, Actes Sud, 2007, 128 p., ISBN 978-2742763337
- Qu'est-ce qu'une église? Paris, Gallimard, Paris, 2010, 313 p., ISBN 978-2-07-077621-4
- La révolution gothique. Paris, Picard, 2012, 288 p., ISBN 978-2708409156